# Герб Нововасилівки (Первомайський район)
Герб Нововасилівки — символ села Нововасилівка (Первомайський район). Затверджений 19 серпня 2006 року рішенням сесії сільської ради. 
Автор проєкту — А. Гречило.

## Опис
У золотому полі два скошені навхрест червоні списи із синіми вістрями вгору, обабіч і внизу яких по синій квітці сон-трави із золотим вінчиком, а вгорі — червоний лапчастий хрест.

## Зміст
Квіти сон-трави вказують на унікальну місцеву флору. Два козацькі списи та хрест підкреслюють давні козацькі традиції. Золоте поле є символом багатства і добробуту, означає хліборобство та щедрі землі Степової України.